# A zonzo per la Germania e per l'Italia
A zonzo per la Germania e per l'Italia è un'opera di narrativa di viaggio scritta da Mary Shelley sotto forma epistolare, pubblicata nel 1844.

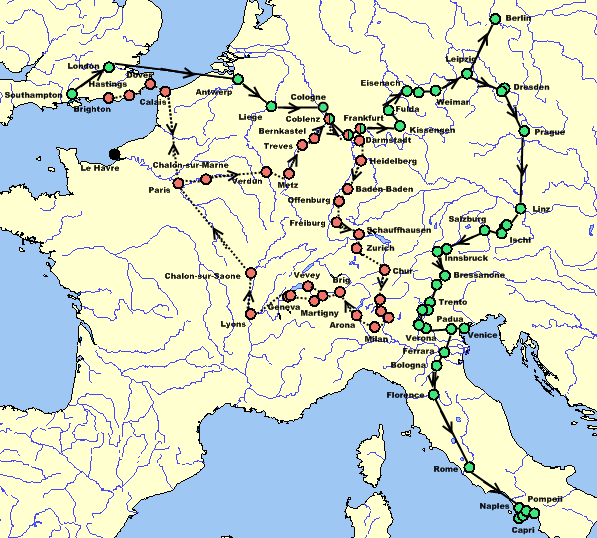
Tragitto del viaggio compiuto da Mary e Percy Florence.

L'opera è costituita da due volumi: il primo, suddiviso a sua volta in due parti, è dedicato al viaggio che Mary intraprese nell'estate del 1840 assieme al figlio Percy Florence e a due suoi compagni di Cambridge, Julian Robinson e Gorge Deffel; il secondo è il resoconto del viaggio sul Continente progettato nel gennaio 1842. Nell'edizione italiana viene tradotto soltanto il secondo volume, nel quale appunto l'Italia è la protagonista.

## Edizioni
- Mary Wollstonecraft Shelley, A zonzo per la Germania e per l'Italia, collana Biblioteca Clinamen, traduzione di Simonetta Berbeglia, 1ª ed., Firenze, Editrice Clinamen, 2004,  pp. 226, cap. XXIII (lettere), ISBN 88-8410-052-6.